# Copaxa marona
Copaxa marona är en fjärilsart som beskrevs av William Schaus 1906. Copaxa marona ingår i släktet Copaxa och familjen påfågelsspinnare. Inga underarter finns listade i Catalogue of Life.